# Challengers Cup
Der Challengers Cup war ein 2011 und 2012 ausgetragener Fußball-Pokalwettbewerb für südkoreanische Vereinsmannschaften. Er wurde jährlich von der K3 League organisiert. An dem Ligapokal durften nur die K3-League-Mannschaften teilnehmen.

## Pokalendspiele und Pokalsieger
| Saison | Sieger            | Ergebnis              | Finalist            |
| ------ | ----------------- | --------------------- | ------------------- |
| 2011   | Icheon Citizen FC | 1:1 n. V. (4:3 i. E.) | Gyeongju Citizen FC |
| 2012   | Icheon Citizen FC | 3:0                   | FC Pocheon          |